# 1 fille & 4 types
1 fille & 4 types (рус. Одна девушка и четыре парня) — студийный франкоязычный альбом канадской певицы Селин Дион, изданный 13 октября 2003 года, после пятилетней паузы. Это двадцать первый французский альбом и тридцатый в общей сложности. Альбом стартовал на 1 строке чартов Канады, Франции и Швейцарии. Объём продаж составил более 2,5 млн копий по всему миру.

## Об альбоме
Написание 1 fille & 4 types курировал Жан-Жак Гольдман, работавший с Селин над альбомами D’eux (1995) и S’il suffisait d’aimer (1998). Гольдман предложил поработать с тремя разными авторами и композиторами Jacques Veneruso, Erick Benzi, и гитаристом Gildas Arzel.

## Список композиций
| №   | Название                     | Автор(ы)                     | Длительность |
| --- | ---------------------------- | ---------------------------- | ------------ |
| 1.  | «Tout l'or des hommes»       | Жак Венерузо                 | 2:59         |
| 2.  | «Apprends-moi»               | Эрик Бензи                   | 4:45         |
| 3.  | «Le vol d'un ange»           | Венерузо                     | 3:39         |
| 4.  | «Ne bouge pas»               | Жильдас Арзель               | 4:23         |
| 5.  | «Tu nages»                   | Бензи Анггун                 | 3:10         |
| 6.  | «Et je t'aime encore»        | Жан-Жак Гольдман Джей Каплер | 3:26         |
| 7.  | «Retiens-moi»                | Бензи                        | 4:03         |
| 8.  | «Je lui dirai»               | Гольдман                     | 3:57         |
| 9.  | «Mon homme»                  | Бензи                        | 3:20         |
| 10. | «Rien n'est vraiment fini»   | Венерузо                     | 3:49         |
| 11. | «Contre nature»              | Венерузо                     | 4:09         |
| 12. | «Des milliers de baisers»    | Гольдман                     | 3:43         |
| 13. | «Valse adieu» (hidden track) | Каплер                       | 1:17         |